# Nemotelus notatus
Nemotelus notatus är en tvåvingeart som beskrevs av Zetterstedt 1842. Nemotelus notatus ingår i släktet Nemotelus och familjen vapenflugor. Enligt den finländska rödlistan är arten starkt hotad i Finland. Arten är reproducerande i Sverige. Artens livsmiljö är strandängar vid Östersjön. Inga underarter finns listade i Catalogue of Life.